# Motteggiana
Motteggiana är en ort och kommun i provinsen Mantua i regionen Lombardiet i Italien. Kommunen hade 2 575 invånare (2018).